# 尾叶山黧豆
尾叶山黧豆（学名：Lathyrus caudatus）为豆科山黧豆属下的一个种。